# Медівник сірощокий
Медівни́к сірощокий (Philemon kisserensis) — вид горобцеподібних птахів родини медолюбових (Meliphagidae). Ендемік Індонезії. Раніше вважався підвидом австралійського медівника.

## Поширення і екологія
Сірощокі медівники мешкають на островах Кісар, Леті і Моа на півдні Молуккського архіпелагу. Вони живуть у вологих тропічних лісах і чагарникових заростях.